# Arch Linux 32
Arch Linux 32 es una comunidad unida que desarrolla la Distribución GNU/Linux Arch Linux 32 que a su vez es una bifurcación de Arch Linux, el enfoque principal de esta bifurcación es mantener el soporte de la arquitectura x86, el cual fue abandonado oficialmente por Arch Linux en noviembre del 2017, esta bifurcación no tiene ningún cambio tal cual, solo mantiene el soporte para x86 con el mismo funcionamiento de Arch Linux.

## Historia
Fue creado a partir del abandono del soporte de x86 por Arch Linux.